# Jafnea
Jafnea — рід грибів родини Pyronemataceae. Назва вперше опублікована 1960 року.